# 北美電話區號905、289、365和742
北美電話區號905、289、365和742是北美地區電話號碼計劃(NANP) 中預留予加拿大安大略省南部安大略湖周围金马蹄地区的電話區號。區號範圍包括（顺时针）尼亚加拉半岛、咸美頓市、荷頓區、皮尔區、约克區、杜林區以及诺森伯兰县的部分地区，但不包括多伦多市。
這四個區號為同一地理区域的重叠電話區號，其中905區號於1993年10月从416區號中分离出来并成立。 隨著2001年6月9日，289區號正式生效後，所有本地电话均需拨打十位数。2010年4月13日，加拿大广播电视及电信委员会(CRTC) 推出了另一个覆盖代码，即365區號， 该代码于2013年3月25日开始投入使用。  而從2021年10月16日起，742區號亦正式加入覆蓋。